# Liste der Biografien/Rov
Liste der Biografien |
Portal Biografien |
Personensuche
# |
A |
B |
C |
D |
E |
F |
G |
H |
I |
J |
K |
L |
M |
N |
O |
P |
Q |
R |
S |
T |
U |
V |
W |
X |
Y |
Z |
?
 
Ra |
Rb |
Rd |
Re |
Rh |
Ri |
Rj |
Rk |
Rl |
Rm |
Rn |
Ro |
Rr |
Rs |
Rt |
Ru |
Rv |
Rw |
Rx |
Ry |
Rz
 
Roa |
Rob |
Roc |
Rod |
Roe |
Rof |
Rog |
Roh |
Roi |
Roj |
Rok |
Rol |
Rom |
Ron |
Roo |
Rop |
Roq |
Ror |
Ros |
Rot |
Rou |
Rov |
Row |
Rox |
Roy |
Roz 
Die Liste der Biografien führt alle Personen auf, die in der deutschsprachigen Wikipedia einen Artikel haben. Dieses ist eine Teilliste mit 91 Einträgen von Personen, deren Namen mit den Buchstaben „Rov“ beginnt.

## Rov

### Rova
- Rovaart, Paul van de (1904–1995), niederländischer Hockeyspieler
- Rovai, José Ángel (1936–2024), argentinischer Geistlicher und römisch-katholischer Bischof von Villa María
- Rovalo Azcué, José Pablo (1925–1999), mexikanischer Ordensgeistlicher, römisch-katholischer Bischof von Zacatecas
- Rovan, Erwin (1945–2018), österreichischer Spermatologe und Hochschullehrer
- Rovan, Jak (* 2005), slowenischer Stabhochspringer
- Rovan, Joseph (1918–2004), französischer Historiker, Journalist, Politikberater und Hochschullehrer
- Rovani, Giuseppe (1818–1874), italienischer Erzähler und Essayist
- Rovanperä, Harri (* 1966), finnischer Rallyefahrer
- Rovanperä, Kalle (* 2000), finnischer RallyefahrerKalle Rovanperä (* 2000)

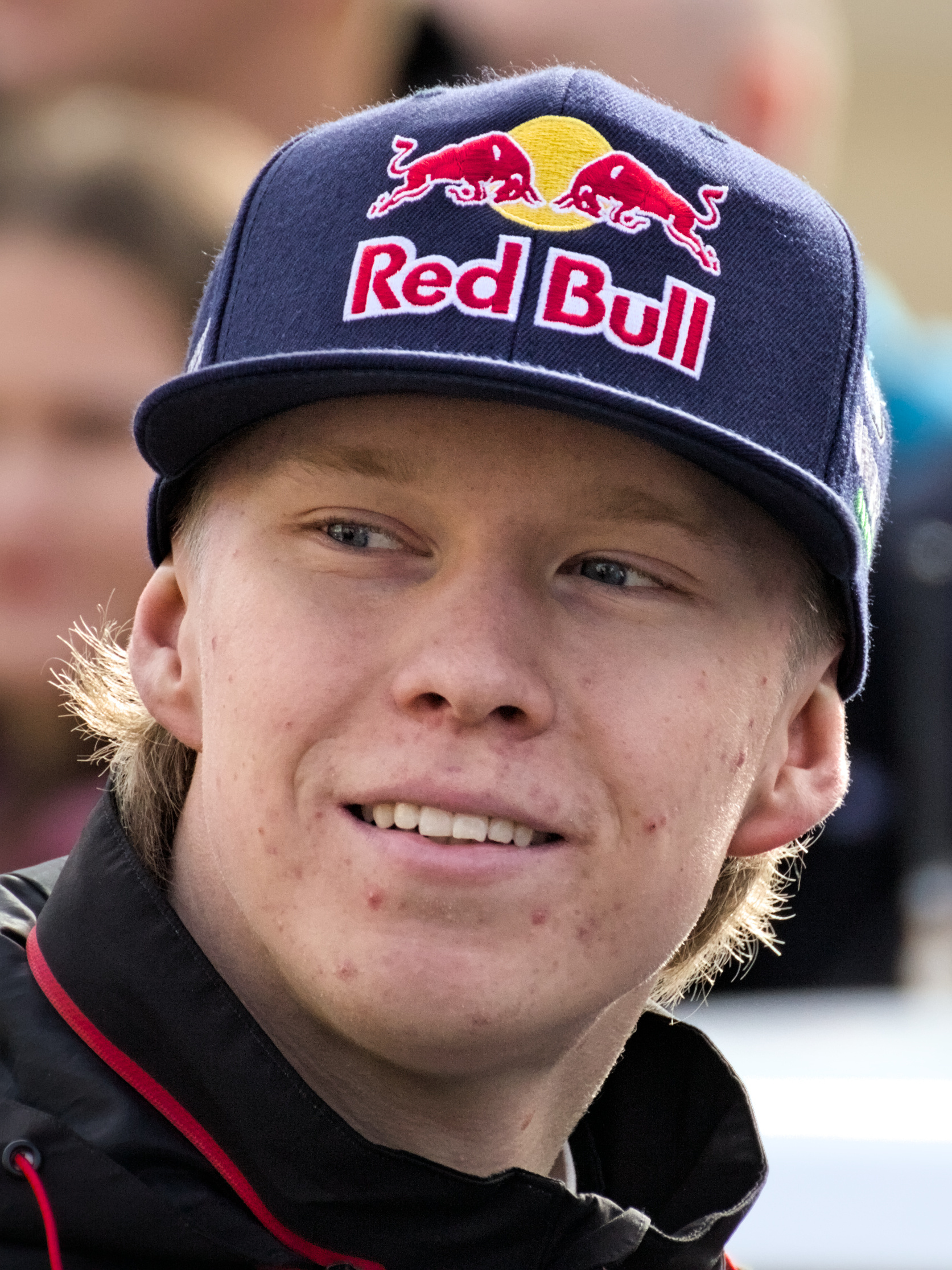
Kalle Rovanperä (* 2000)

- Rovati, Luigi (1904–1989), italienischer Boxer
- Rovatkay, Adrian (* 1964), deutscher Fagottist und Maler
- Rovatkay, Lajos (* 1933), ungarisch-deutscher Dirigent und Organist
- Rovatti, Ada (* 1976), italienische Jazzmusikerin
- Rovatti, Pier Aldo (* 1942), italienischer Philosoph
- Rovazzi, Fabio (* 1994), italienischer Sänger, Internet-Komiker und Schauspieler

### Rovc
- Rovčanin, Emir (* 2002), serbischer Hochspringer
- Rovčanin, Mira (* 1968), serbisch-montenegrinische Turbo-Folk-Sängerin

### Rove
- Rove, Karl (* 1950), US-amerikanischer Parteistratege
- Rove, Kristiina (* 1990), finnische Skirennläuferin
- Rove, Olavi (1915–1966), finnischer Turner
- Rovee-Collier, Carolyn (1942–2014), US-amerikanische Entwicklungspsychologin
- Rovelasco, Johann Baptist, italienischer Kaufmann
- Rovella, Nicolò (* 2001), italienischer Fußballspieler
- Rovelli, Carlo (1740–1819), italienischer Theologe, Bischof von Como
- Rovelli, Carlo (* 1956), italienischer Physiker, Mitbegründer der SchleifenquantengravitationCarlo Rovelli (* 1956)

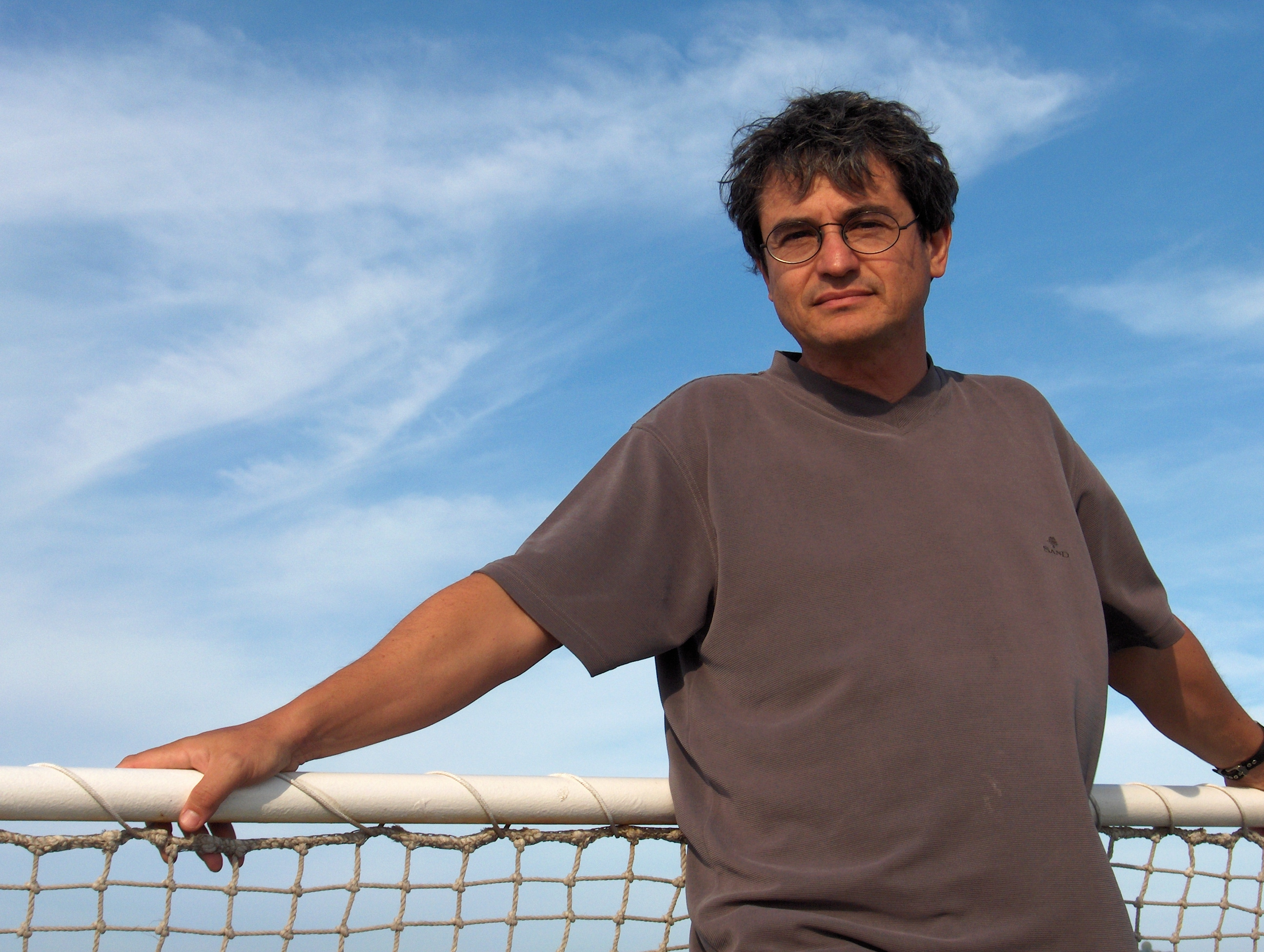
Carlo Rovelli (* 1956)

- Rovelli, Pietro (1793–1838), italienischer Violinist und Komponist
- Roven, Charles (* 1949), US-amerikanischer Filmproduzent
- Rovenius, Philippus († 1651), römisch-katholischer Bischof
- Rovenský, Josef (1894–1937), tschechischer Schauspieler, Drehbuchautor und Regisseur
- Rovenstine, Sofie (* 1999), US-amerikanisches Model
- Rövenstrunck, Bernhard (1920–2010), deutscher Komponist, Dirigent und Organist
- Rövenstrunck, Johannes (* 1949), deutscher Komponist, Musiktheoretiker und Essayist
- Roventini, Andrea (* 1977), italienischer Ökonom
- Röver, Carl (1889–1942), deutscher Politiker (NSDAP), MdR, Reichsstatthalter in Bremen und OldenburgCarl Röver (1889–1942)

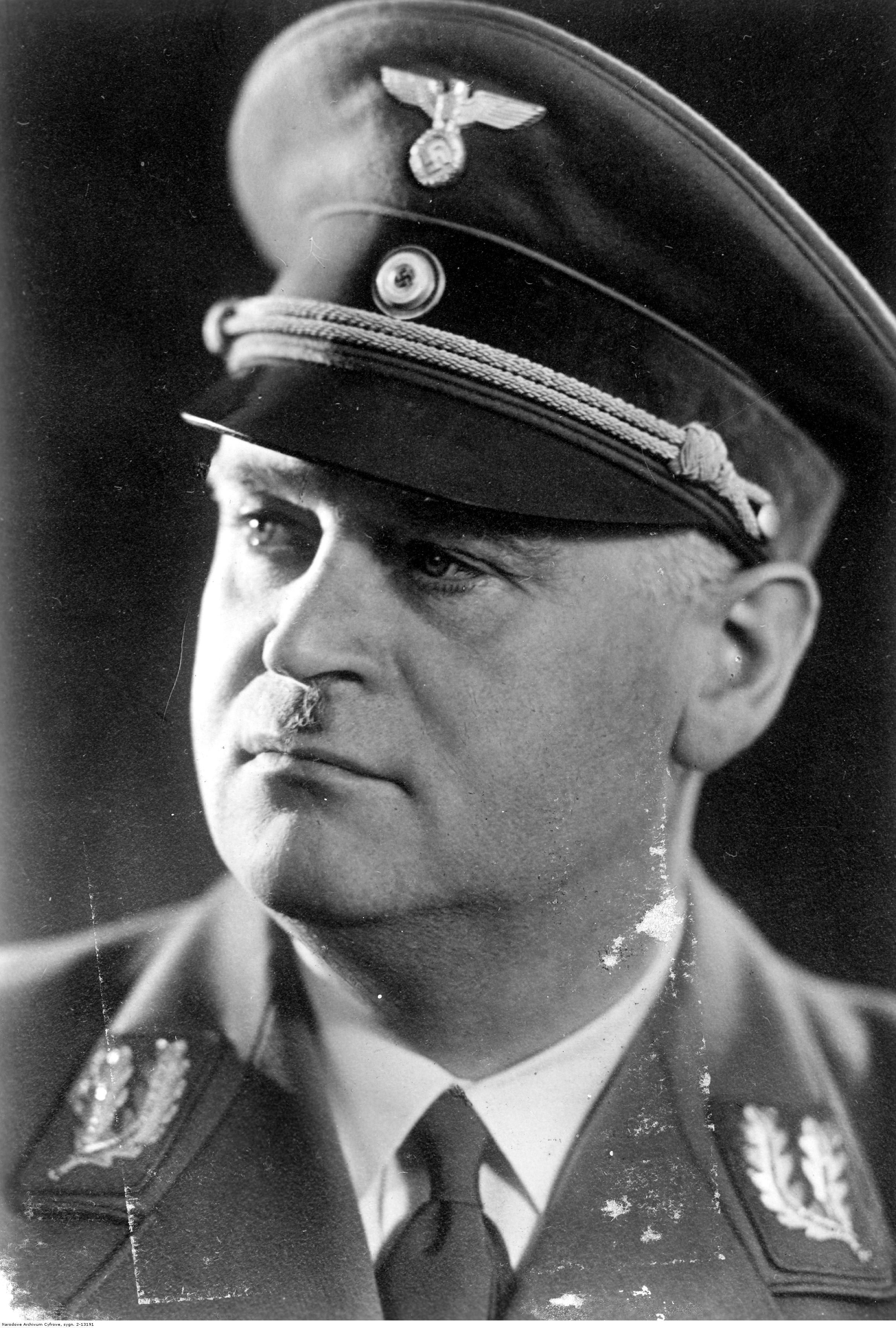
Carl Röver (1889–1942)

- Röver, Carl Johann Heinrich (1851–1929), deutscher Orgelbauer
- Röver, Christian, deutscher Jazzmusiker (Gitarre)
- Röver, Enrico (* 1969), deutscher Fußballspieler und Trainer
- Röver, Ernst (1857–1923), deutscher Orgelbauer
- Rover, Herman († 1543), deutscher Jurist und Ratssekretär in den Hansestädten Lübeck und Hamburg, in Hamburg zuletzt auch Ratsherr
- Röver, Hermann (1894–1984), deutscher Kunsthistoriker und Denkmalpfleger
- Röver, Johann Elemann († 1699), deutscher evangelischer Geistlicher und Lehrer
- Röver, Johann Hinrich (1812–1895), deutscher Orgelbauer
- Rover, Jolanda de (* 1963), niederländische Schwimmerin und Olympiasiegerin
- Röver, Jörn (* 1965), deutscher Film- und Fernsehproduzent und Autor
- Röver, Katrin (* 1981), deutsche Schauspielerin
- Röver, Valeska (1849–1931), deutsche Malerin und Kunstschulleiterin
- Rovera, Alessio (* 1995), italienischer Autorennfahrer
- Roveraro, Gianmario (* 1936), italienischer Sportler, Bankier und Gründer der Akros Finanziaria
- Rovère, Gilbert (1939–2007), französischer Jazzmusiker
- Rovere, Gina (* 1935), italienische Schauspielerin
- Rovère, Liliane (* 1933), französische Filmschauspielerin
- Rovere, Luigi (1908–1996), italienischer Filmproduzent
- Roverella, Aurelio (1748–1812), italienischer Kardinal der Römischen Kirche
- Roverella, Bartolomeo (1406–1476), Kardinal der römisch-katholischen Kirche und Erzbischof von Ravenna
- Roverella, Lorenzo († 1474), römisch-katholischer Bischof
- Rovérié de Cabrières, François-Marie-Anatole de (1830–1921), französischer Geistlicher, Bischof von Montpellier und Kardinal
- Rovers, Bram (* 2005), niederländischer Fußballspieler
- Rovers, Jacques Adolphe Charles (1803–1874), niederländischer Klassischer Philologe und Historiker
- Roversi Monaco, Fabio Alberto (* 1938), italienischer Jurist, Rektor der Universität Bologna
- Roversi, Paolo (* 1947), italienischer Fotograf
- Roversi, Paolo (* 1975), italienischer Krimischriftsteller
- Roversi, Roberto (1923–2012), italienischer Schriftsteller, Dichter, Journalist und Antiquariatsbuchhändler
- Rovetta, Gerolamo (1851–1910), italienischer Romanschriftsteller und Dramatiker
- Rovetta, Giovanni (1596–1668), venezianischer Barockkomponist

### Rovi
- Rovics, David (* 1967), US-amerikanischer Singer-Songwriter und politischer Aktivist
- Rovics, Howard (* 1936), US-amerikanischer Komponist, Pianist und Musikpädagoge
- Rovida, Edoardo (* 1927), italienischer Geistlicher, katholischer Bischof
- Rovigatti, Luigi (1912–1975), italienischer römisch-katholischer Geistlicher
- Roviglione, Charles (1912–1993), französischer Fußballspieler
- Rovigo, Francesco († 1597), italienischer Komponist der Renaissance
- Rovina, Hanna (1889–1980), israelische Schauspielerin
- Rovinescu, Calin (* 1955), kanadischer Manager und Vorsitzender sowie CEO der Air Canada
- Rovira Beleta, Francisco (1912–1999), spanischer Filmregisseur und Drehbuchautor
- Rovira i Trias, Antoni (1816–1889), spanischer Architekt des katalanischen Modernismus
- Rovira, Domènec der Ältere (* 1579), katalanischer Bildhauer des Barock
- Rovira, Domènec der Jüngere († 1689), katalanischer Bildhauer des Barock
- Rovira, Eduardo (1925–1980), argentinischer Bandoneonist, Bandleader, Tangokomponist und Arrangeur
- Rovira, German (1931–2022), spanischer katholischer Theologe und Schriftsteller
- Rovira, Jaume (* 1979), spanischer Radrennfahrer
- Rovira, Rogelio (* 1956), spanischer Philosoph
- Rovira, Tony, französischer Jazzmusiker
- Rovira-Muñoz, Nils (* 1991), deutsch-ecuadorianischer SchauspielerNils Rovira-Muñoz (* 1991)

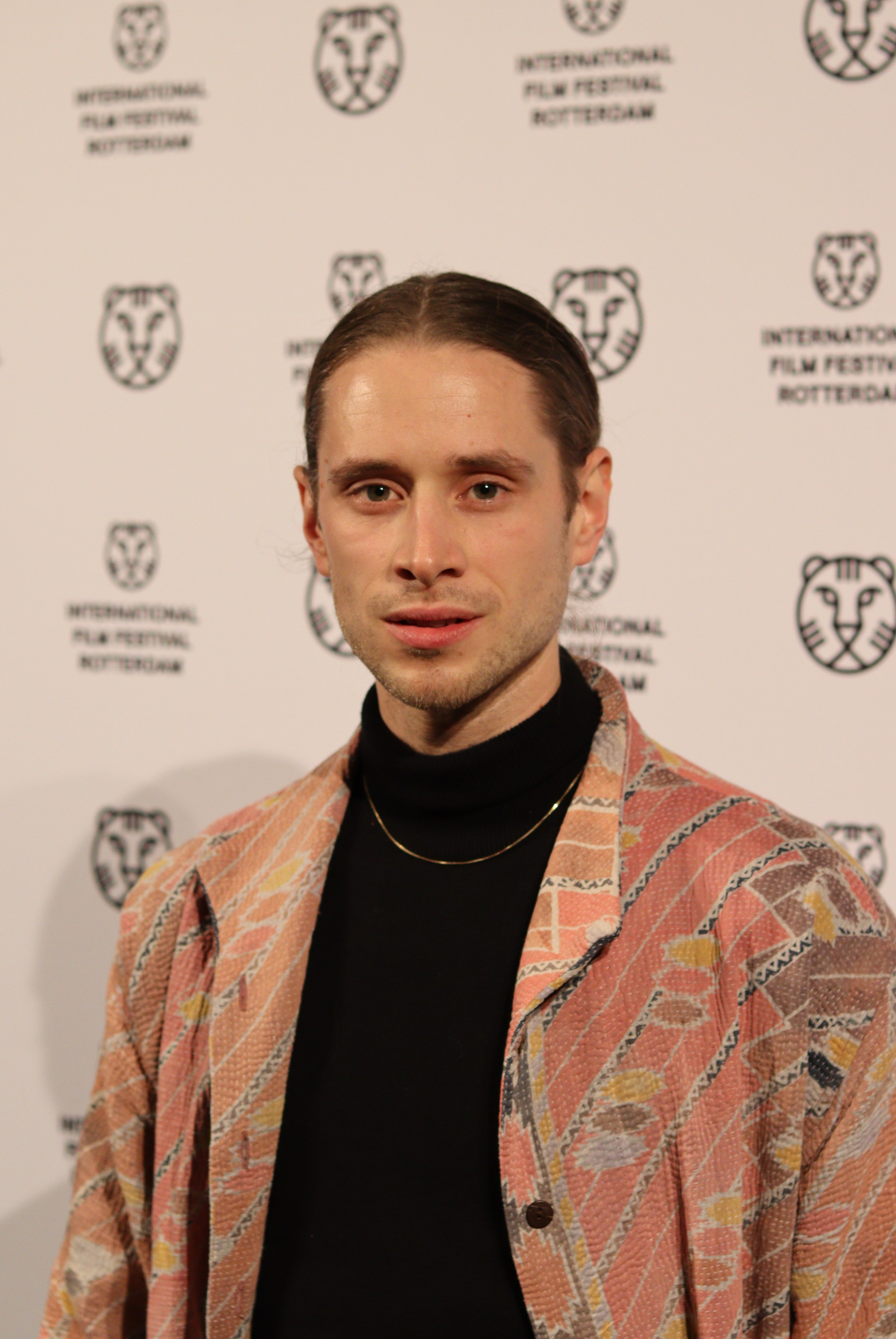
Nils Rovira-Muñoz (* 1991)

- Rovita, Ana (* 1991), indonesische Badmintonspielerin

### Rovn
- Rovner, Anton (* 1970), US-amerikanischer Komponist, Musikkritiker und Musiktheoretiker
- Rovner, Arkady (* 1940), US-amerikanischer Schriftsteller und Philosoph
- Rovner, Eduardo (1942–2019), argentinischer Dramatiker, Schriftsteller und Musiker
- Rovner, Michal (* 1957), israelische Künstlerin

### Rovs
- Rovsing, Christian (* 1936), dänischer Ingenieur, Geschäftsmann und Mitglied des Europa-Parlaments
- Rovsing, Ellen (1889–1960), dänische Schauspielerin und Drehbuchautorin
- Rovsing, Leif (1887–1977), dänischer Tennisspieler
- Rovsing, Niels Thorkild (1862–1927), dänischer Chirurg